# Подполье (фильм, 1927)
«Подполье» (англ. Underworld) — американский немой криминальный фильм 1927 года Джозефа фон Штернберга. Фильм был удостоен премии «Оскар» за лучший литературный первоисточник (Бен Хект).

## Сюжет
Гангстер Булл, считающийся королем преступного мира, подбирает пьяного и неопрятного адвоката, помогает ему и дает кличку Роллс-Ройс. Вскоре он становится мозгом банды Булла. Дело осложняется, когда Роллс-Ройс и девушка Булла по прозвищу Пёрышко влюбляются друг в друга.

## В ролях
- Клайв Брук — Роллс-Ройс
- Эвелин Брент — «Пёрышко»
- Джордж Бэнкрофт — Булл
- Ларри Симон — Слиппи
- Фред Колер — Бак Маллиган
- Хелен Линч — Мэг, девушка Маллигана
- Джерри Манди — Палома